# Chevalier Kadosh
Ne doit pas être confondu avec Kadosh.

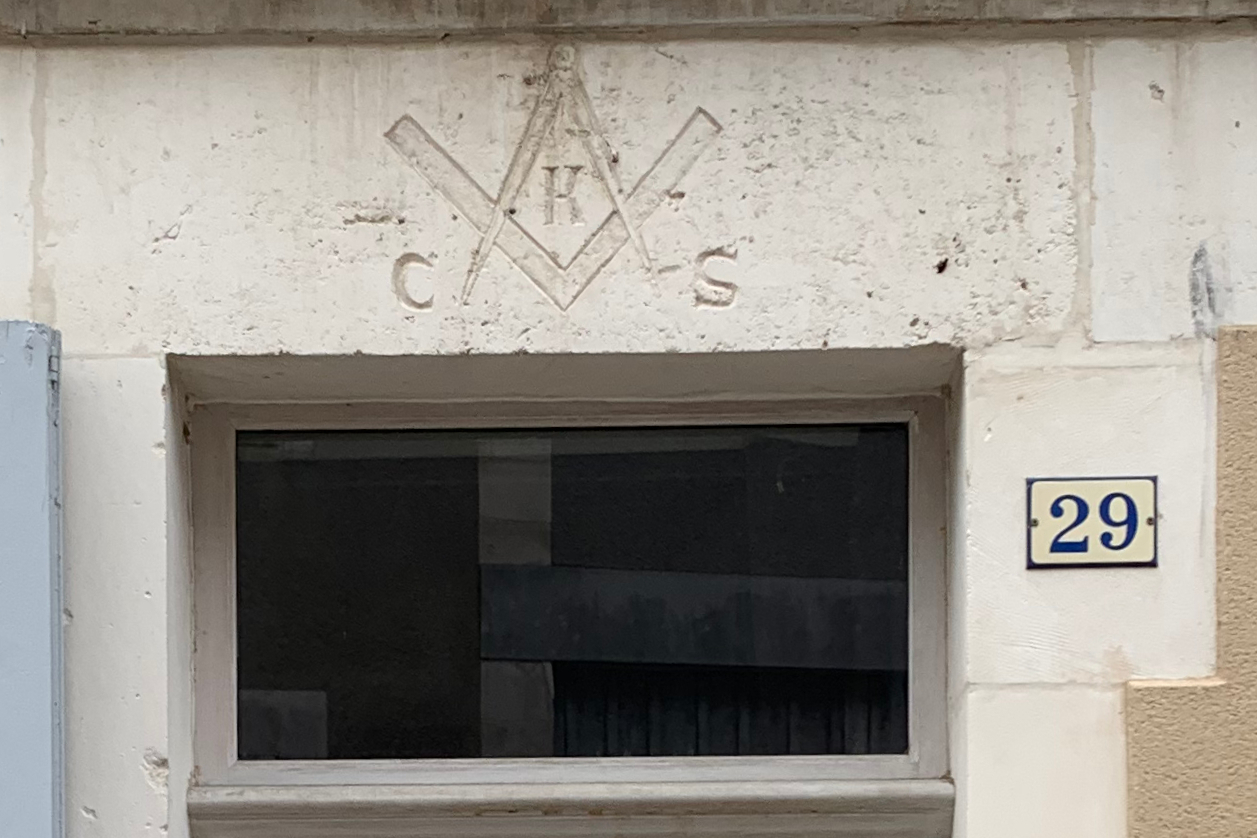
et décor maçonnique au-dessus d'une porte de maison du village d'Irancy.

Chevalier Kadosh ou Chevalier Kadosch est en franc-maçonnerie le nom d'un degré des hauts grades maçonniques du Rite écossais ancien et accepté. 30e degré dans l’échelle des grades de ce rite, le terme de « Kadosh » est issu du mot hébreu « קדוש », qui signifie sacré ou consacré.  Le titre de Chevalier Kadosh est souvent abrégé dans les documents ou décors maçonniques sous la forme de C∴ K∴ S∴ ou de C∴ K∴ H∴ .

## Histoire
Le grade de Chevalier Kadosh apparaît dans quelques sources qui le lient au « Conseil des empereurs d'Orient et d’Occident » en 1758. Ce conseil pratique plusieurs degrés au cours du XVIIIe siècle à Paris et dans lequel le grade porte le nom complet de : « Illustre grand commandeur de l’aigle blanc et noir, Grand élu Kadosh ». Il est le 24e degré d'un système qui en compte 25, dénommé Rite de perfection, et qui est sous la régence du conseil,.
Selon l'historiographe de la franc-maçonnerie Roger Dachez, ce grade serait de souche allemande, il apparaît en France, du côté de Metz en 1760, et descend de la filiation légendaire d'une franc-maçonnerie « templière » et d'un grade primitif du nom de  « chevaliers de Dieu et de son Temple, ». Grade  pratiqué par un « chapitre de Clermont » créé par des sources françaises et établi à Berlin aux alentours de 1759.
En 1801, le premier et le plus ancien  Conseil suprême du Rite écossais est fondé à Charleston (Caroline du Sud). Cette juridiction a adopté un grand nombre de degrés du Conseil des empereurs d'Orient et d'Occident et du Rite de perfection, dont celui de Chevalier Kadosh. Le degré en est le 30e et intitulé « Chevalier Kadosh »,. Le degré reçut une réécriture substantielle de son rite de transmission dans les années 1850, quand Albert Pike est Grand Commandeur du Suprême Conseil de la Juridiction Sud. Il est révisé en 2000.

## Aspect du grade
Comme tous les grades maçonniques, le grade de Chevalier Kadosh  tente d'enseigner aux initiés une série de leçons de morale par l'utilisation d'allégories et de symbolisme. Les descriptions officielles peuvent être différentes selon les juridictions qui le transmettent. La description officielle de la Juridiction du Sud pour les États-Unis et de la version américaine est la suivante : « l'enseignement de ce grade est celui d'être fidèle à soi-même, de défendre ce qui est juste et bon dans nos vies aujourd'hui. Pour croire en Dieu, la patrie et nous-mêmes ».
Le grade de Kadosh est parfois accusé d'être anticatholique. L'édition de 1918 de l'Encyclopédie catholique déclare que, lors de la cérémonie en usage dans la juridiction méridionale du rite écossais ancien et accepté aux États-Unis, qui aurait été écrite par Albert Pike, le diadème papal est piétiné lors de l'initiation (le choix de piétiner, ou non, un diadème [symbolisant la papauté] doit être laissé à l'initié dans l'usage du respect et de sa fidélité envers soi-même et ce qu'il défend). Cette allégation n'apparaît dans aucune édition ultérieure à 1918 bien qu'elle ait été répétée par le père William Saunders dans le Arlington Catholic Herald  en 1996.
Ni le récit de l'Encyclopédie catholique ni celui du père Saunders ne concordent avec la première version du rituel de Pike, qui ne comprend ni piétiner ni poignarder un crâne et aucune mention des diadèmes papaux du tout. 
Le livre de d'Albert Pike Morals and Dogma of the Ancient and Accepted Scottish Rite of Freemasonry mentionne dans le discours historique du grade de Kadosh l'hostilité à la tiare papale par les Chevaliers du Temple historiques.